# Pennisetum chilense
Pennisetum chilense är en gräsart som först beskrevs av Nicaise Auguste Desvaux, och fick sitt nu gällande namn av Eduard Hackel. Pennisetum chilense ingår i släktet borstgräs, och familjen gräs. Inga underarter finns listade i Catalogue of Life.